# Tetracis definita
Tetracis definita är en fjärilsart som beskrevs av Butler 1882. Tetracis definita ingår i släktet Tetracis och familjen mätare. Inga underarter finns listade i Catalogue of Life.